# Beddomeia mesibovi
Beddomeia mesibovi е вид коремоного от семейство Hydrobiidae. Видът е уязвим и сериозно застрашен от изчезване.

## Разпространение
Разпространен е в Австралия (Тасмания).